# Arxiu Capitular de Lleida
L'Arxiu Capitular de Lleida és l'arxiu eclesiàstic responsable de la custòdia i conservació de la documentació generada per l'administració de la catedral.
El capítol de la catedral és un col·legi de sacerdots erigit en l'esmentada església al qual correspon la celebració de les funcions litúrgiques més solemnes de la catedral. Li pertoca endemés aquells oficis que el dret i el bisbe diocesà li encomanin. Entre aquests oficis hi ha el de conservar, custodiar i promoure el patrimoni artístic de la Catedral i de l'Arxiu. El més freqüent és que l'arxiu capitular s'hagi conservat separadament de l'arxiu diocesà. Els arxius capitulars han d'estar dirigits per canonges arxivers.

## Història
L'any 1149, Ramon Berenguer IV juntament amb Ermengol VI, comtes de Barcelona i d'Urgell, recuperen la ciutat de Lleida, i restauren la diòcesi amb la posterior consagració de la catedral a la ciutat, prenent aquesta el nom de Santa Maria in Sede. Guillem Pere de Ravidats, bisbe de Roda, és proclamat alhora bisbe de Lleida. Un cop consagrada la nova catedral, el bisbe es dedicà a organitzar-la. Trasllada dignitats a Lleida i, amb les Ordinationes ecclesie Ilerdensis de 1168, determina l'estructura del capítol de la catedral.
És a partir d'aquest any que es pot parlar de la coexistència, en les primeres dependències de la catedral, d'uns primitius scriptorium i archivium per tal de custodiar els còdexs procedents molt probablement de la catedral de Roda, així com els primers documents generats i rebuts des d'aleshores.
No fou fins a les reformes fetes entre 1441 i 1444 que s'instal·la l'arxiu a l'edifici de la Canonja, a l'ala nord del claustre de la Seu Vella de la Seu Vella, on hi va romandre fins al 1707.
Després dels anys d'esplendor dels segles xiv i xv, la Seu Vella comença a patir un cert abandó a finals del segle xvi. La Guerra dels Segadors (1640) fou l'inici d'una desfeta que la Guerra de Successió (1707) agreujà encara més.
Amb la presa de la ciutat de Lleida per les tropes de Felip V l'any 1707, aquest va ordenar el tancament de la catedral al culte i la convertí en caserna militar, que es va mantenir com a tal fins a l'any 1948. Pel que fa a l'arxiu de la catedral aquest va ser traslladat, ja el mateix 1707, a l'església de Sant Llorenç, que va actuar com a seu catedralícia fins a l'any 1781.
L'any 1781 l'arxiu s'instal·là definitivament a les sales habilitades en un edifici annex a la Catedral Nova, on patí els estralls de dos incendis. De totes maneres no va ser fins a la Guerra Civil de 1936 que la documentació va sofrir els danys més greus quan el dia 25 de juliol de 1936 la catedral va ser incendiada per una columna d'anarquistes que es dirigien al front d'Aragó. Val a dir que bona part de la documentació va poder ser salvada de les flames quan un funcionari de l'ajuntament, Joan Grau i Morell, en saber que la catedral seria incendiada, va poder traslladar la documentació de l'arxiu capitular als soterranis de l'ajuntament, lloc on també hi va anar a parar molta altra documentació procedent de diferents institucions, fet que va comportar la barreja de fons i documents. D'aquí que actualment alguns documents de l'Arxiu Capitular de Lleida es conservin a la Paeria, com per exemple llibres i pergamins de l'administració de la Pia Almoina, i a l'Arxiu Històric Provincial i viceversa.
Però encara no s'acaba aquí el trasllat de l'arxiu d'un lloc a un altre: finalitzada la guerra, la documentació de l'arxiu retorna a Lleida i és dipositada al Palau Episcopal fins a 1955, any en què es trasllada de manera definitiva a les dependències reconstruïdes de la Catedral nova de Lleida.

## Edifici
L'arxiu està situat a la planta superior de la Catedral Nova de Lleida, a la Plaça Almudí Vell. Disposa de 10 sales repartides entre dues plantes i suposen una capacitat de 355 m², 990 metres lineals de prestatgeries, 693 ml ocupats i 297 ml lliures.
El 3 de juliol de 2008 es va iniciar la remodelació de l'arxiu amb el condicionament i modernització de l'espai, destacant el sistema de climatització i les millores per als usuaris i investigadors. L'arxiu es va tornar a obrir al públic al setembre de 2009.

## Fons
L'Arxiu Capitular de Lleida és considerat com un dels arxius més rics i complets dels arxius eclesiàstics de Catalunya. Gràcies a ell es poden reconstruir prop de 1.000 anys d'història de la ciutat de Lleida, de poblacions relacionades amb el Capítol Catedralici i també és important per conèixer la Corona d'Aragó.
L'Arxiu Capitular de Lleida disposa de 5 fons: Lleida, Roda, Àger, gràfic i musical. A tot això cal sumar-hi la biblioteca i l'hemeroteca. És important destacar que en els últims anys s'ha incrementat notablement tota la tasca de catalogació i adequació de tota la documentació.
| seccions             | Dates extremes            | Volum                                              | Comentaris |
| -------------------- | ------------------------- | -------------------------------------------------- | --- |
| Còdex                | S. XII a principis s. XIX | 63 llibres entre manuscrits, incunables i impresos | - Un 25% digitalitzat. - Destaca la Bíblia de Lleida, el segon còdex hispà medieval més gran d'Europa del segle XII - També el Llibre d'usatges i constitucions de Catalunya, de la segona meitat del segle xiv                                                                           |
| Pergamins            | S. XII – S. XVIII         | Aproximadament 9.000 pergamins                     | - L'any 2010 s'havien catalogat 5.226 pergamins. La resta esta per inventariar. Un cop estiguin tots inventariats possiblement es veuran modificades les dates extremes. - Entre els pergamins més destacats hi ha la donació de Ramon Berenguer per a la restauració del culte a Lleida. |
| Documentació diversa | S. XIII - Actualitat      | Unes 4.000 caixes (arxivadors)                     | - El fons documental està en procés de catalogació. Fins a l'any 2010 se n'havia digitalitzat un 20%. - Cal destacar dins d'aquesta documentació les Ordenacions de l'Estudi General, el que avui és la Universitat de Lleida.                                                            |

| Seccions             | Dates extremes  | Volum                                              | Comentaris |
| -------------------- | --------------- | -------------------------------------------------- | --- |
| Còdex                | S. XI - XVIII   | 37 llibres entre manuscrits, incunables i impresos | - Tota aquesta part esta digitalitzada. - Destaca el Pontifical de Roda de l'any 1191. |
| Pergamins            | S. X - s. XVIII | 1.269 pergamins                                    | - Tots els pergamins estan catalogats en una base de dades i la majoria es troben digitalitzats. - En aquesta secció s'hi troba el document més antic de l'arxiu, que és la Consagració i titulació de la Catedral de Roda. |
| Documentació diversa | S. X - s. XVIII | Unes 11 caixes (arxivadors)                        | En procés de catalogació. |

| Seccions             | Dates extremes    | Volum                 | Comentaris |
| -------------------- | ----------------- | --------------------- | --- |
| Pergamins            | S. XI – s. XVIII  | 1251 pergamins        | - Tots els pergamins d'aquesta secció es troben catalogats en una base de dades, dels que més de la meitat estan digitalitzats. - Destaquen els testaments d'Arnau Mir de Tost i la seva dona. |
| Documentació diversa | S. XII – s. XVIII | 4 caixes (arxivadors) | En procés de catalogació |

|                                    | Dates extremes | Volum                                                     | Comentaris |
| ---------------------------------- | -------------- | --------------------------------------------------------- | --- |
| Mapes, plànols, gravats i dibuixos | S. XII – S. XX | 261 documents gràfics (entre plànols, gravats i dibuixos) | La major part de la documentació és referent a la construcció de la Catedral Nova                                        |
| Fotografies                        | S. XX          | Indeterminat                                              | És un fons reduït. Destaquen les imatges de la reconstrucció en la dècada de 1940 de la Seu Nova per Regiones Devastadas |

| Seccions             | Dates extremes | Volum                  | Comentaris                                                                                           |
| -------------------- | -------------- | ---------------------- | --- |
| Cantorals            | S. XV – S. XX  | 45 cantorals           | La majoria dels cantorals estan classificats i digitalitzats.                                        |
| Documentació diversa | S. XIX – S. XX | 55 caixes (arxivadors) | - Es tracta de partitures, llibres i goigs. - L'any 2010 s'havia catalogat una quarta part del fons. |

| Seccions   | Dates extremes     | Volum | Comentaris |
| ---------- | ------------------ | --- | --- |
| Biblioteca | S. XVI – segle xxi | Hi ha 12.667 llibres, entre els que hi ha alguns exemplars repetits. S. XVI: 99 llibres S: XVII: 382 llibres S: XVIII: 1.542 llibres S: XIX: 1.263 llibres S: XX: 9.009 llibres S: XXI: 372 llibres | S'està actualitzant i modernitzant el catàleg, no tan sols introduint tota la informació en una base de dades, sinó que s'està ordenant segons els paràmetres actuals. Tot i això encara hi ha uns 900 llibres sense datar. |

| Seccions   | Dates extremes     | Volum                       | Comentaris |
| ---------- | ------------------ | --------------------------- | --- |
| Biblioteca | S. XIX – segle xxi | Aproximadament 1.000 títols | - Tot i que fonamentalment es tracta de publicacions de caràcter religiós, també hi ha altres publicacions, com ara: - La ilustración española y americana(des de l'any 1869 al 1906). - Revista Ilerda (des de l'any 1949) - Premsa: El diario de Lérida i Cataluña Cristiana. |

## Instruments de descripció
L'Arxiu Capitular de Lleida disposa dels seus propis inventaris i catàlegs, en procés d'elaboració, els quals poden ser consultats pels usuaris en la seu de l'arxiu tant en paper com mitjançant els ordinadors que hi ha disponibles en la sala dels investigadors.

## Serveis
- Sala de consulta
- Reprografia
- Biblioteca i hemeroteca (de consulta)
- Instruments de descripció
- Documentació digitalitzada
- Accés a internet